# Jilotlán de los Dolores (kommun)
Jilotlán de los Dolores är en kommun i Mexiko.   Den ligger i delstaten Jalisco, i den södra delen av landet, 400 km väster om huvudstaden Mexico City. Antalet invånare är 10 161. Arean är 1 512 kvadratkilometer.
Terrängen i Jilotlán de los Dolores är bergig västerut, men österut är den kuperad.
Följande samhällen finns i Jilotlán de los Dolores:
- Los Olivos
- Villa Doctor Gómez
- San Francisco
- Tandiguán
- El Terrero
- Presa Constitución de Apatzingán
- Huichitila
- El Rincón
- Canchol
- El Rodeo